# Kocury
Kocury, německy Kotzuren a v letech 1936–1945 se nazývala Birkental, je vesnice ve gmině Dobrodzień v okrese Olesno v Opolském vojvodství v Horním Slezsku v Polsku. Leží u silnice č. 901 ve směru Dobrodzień - Olesno.

## Dvojjazyčnost a název vesnice
Kocury jsou dvojjazyčnou polskou vesnicí a v souladu s polskými zákony je zde používána i němčina, protože více než 20% obyvatel jsou národnostní menšiny. Název vesnice Kocury pochází od příjmení správců statků této oblasti, kterým bylo Kocur nebo Kocurowski.

## Historie a další infomace
Kocury dlouhou dobu byly osadou vesnice Szemrowice. Po Plebiscitu v Horním Slezsku se Kocury staly součástí výmarského Německa. Po druhé světové válce v roce 1945 přešlo do té doby německá vesnice pod polskou správu. V letech 1975-1998 obec administrativně patřila do dnes již zaniklého Čenstochovského vojvodství. Plocha území vesnice je 1436,9782 ha. Ke konci roku 2022 zde trvale žilo 258 obyvatel. Kocury a sousední vesnice Malichów jsou ve sdružení Stowarzyszenie Rozwoju Wsi Kocury i Malichów „Brzozowa Dolina“ (Sdružení pro rozvoj vesnic Kocury a Malichów „Brzozowa Dolina“).

### Objev fosilie dinosaura
Kocury jsou známé nálezem fosilní části lýtkové kosti polského dravého dinosaura Velocipes guerichi (materiál se sbírkovým označením BMNH R38058). Objev učinil německý geolog a paleontolog Georg Gürich kolem roku 1898. Místo nálezu je v lokalitě, která se nazývá Lissauer Breccia (česky lze přeložit jako Lisowická brekcie), což jsou vápence aj. sedimentární horniny. Nalez je významný tím, že k roku 2023 je to jediný polský dinosaurus doložený kosterními nálezy.

## Galerie

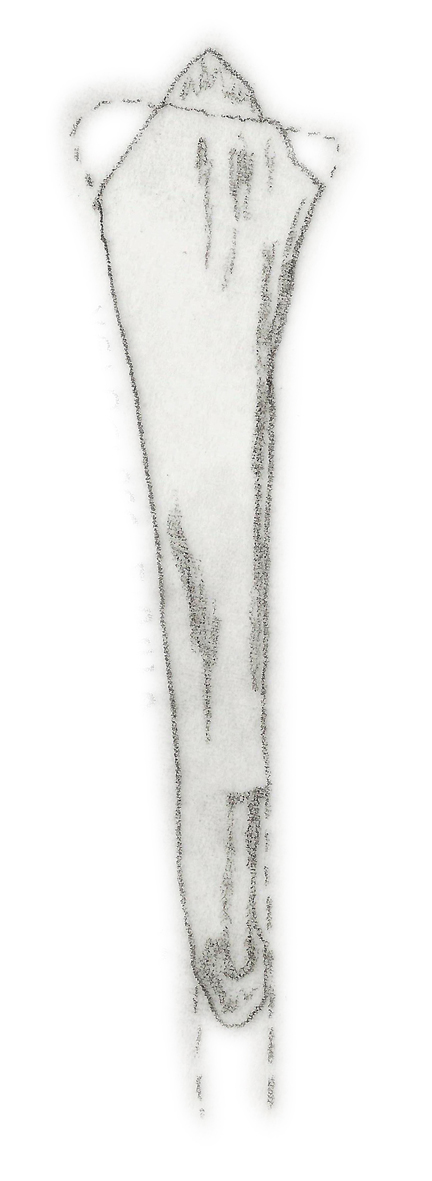
Paleontologie
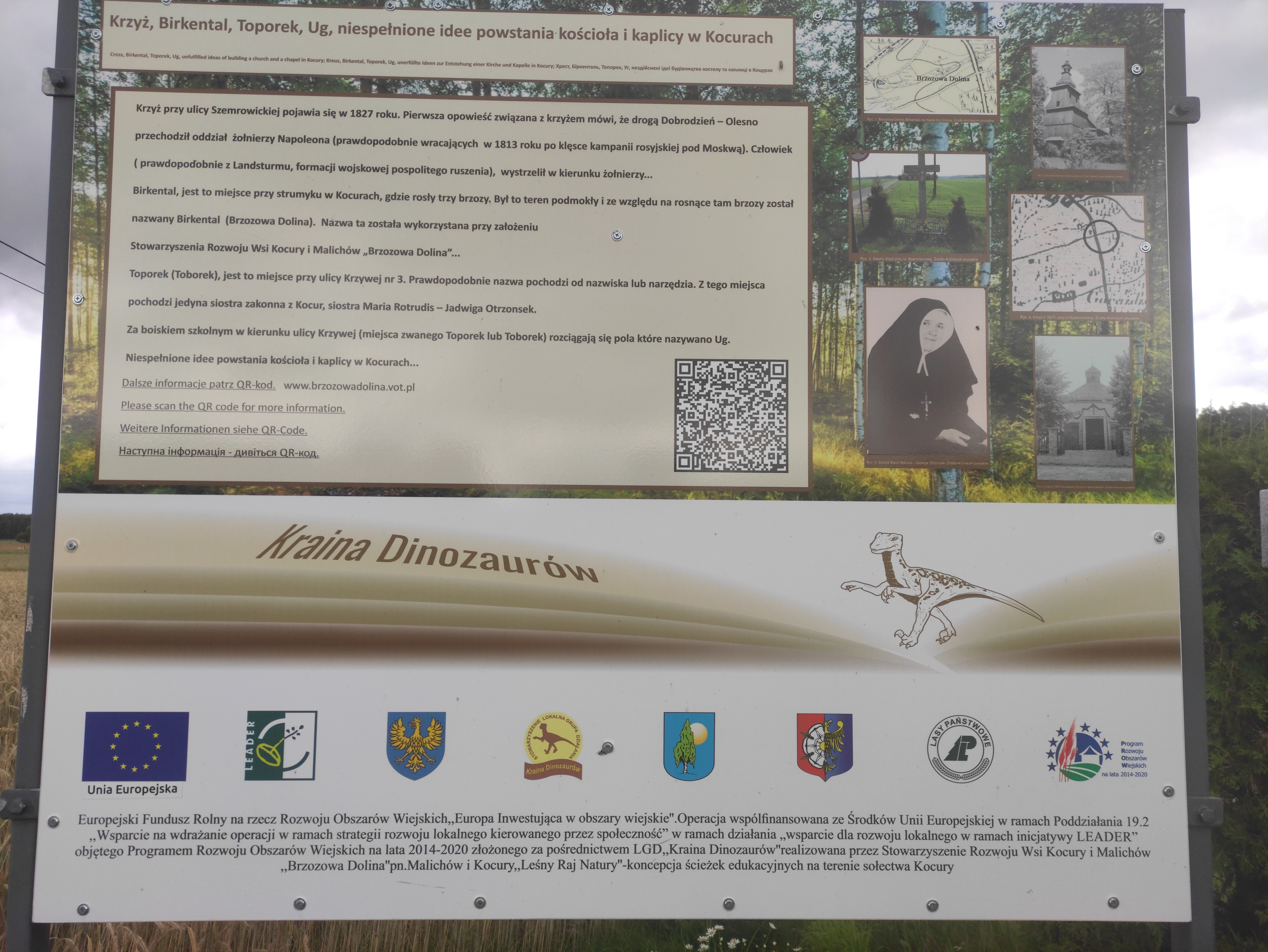
Informační panel